# NGC 6024
NGC 6024 é uma galáxia espiral (S) localizada na direcção da constelação de Draco. Possui uma declinação de +64° 55' 06" e uma ascensão recta de 15 horas, 53 minutos e 07,8 segundos.
A galáxia NGC 6024 foi descoberta em 28 de Junho de 1886 por Lewis A. Swift.